# Черниговский военный госпиталь
Черниговский военный госпиталь (укр. Чернігівський військовий госпіталь) - это стационарное медицинское учреждение министерства обороны Украины, которое находится в городе Чернигов Черниговской области Украины.

## История

### 1933 - 1991
1 февраля 1933 года по распоряжению штаба Киевского военного округа в Чернигове был открыт военный госпиталь на 100 коек, при котором был создан санаторий.
После начала Великой Отечественной войны в госпиталь поступило свыше 2 тысяч человек. В связи с приближением к городу линии фронта, в августе 1941 года госпиталь был перемещён в город Сумы. В дальнейшем, в августе - октябре госпиталь находился в Луганске, а затем был эвакуирован в Тюмень и перешёл в подчинение распределительного эвакопункта РЭП-91 в городе Омске как главный и сортировочный госпиталь Тюменского гарнизона. С ноября 1941 до октября 1943 года здесь лечились свыше 80 тысяч раненых, больных и травмированных военнослужащих. В конце 1943 года госпиталь был возвращён в Чернигов и до конца войны вылечил ещё 7 тысяч раненых военнослужащих 1-го Украинского и Белорусских фронтов. В общей сложности, за время войны госпиталь вылечил и оказал медицинскую помощь 100 тысячам человек.
В июле 1946 года учреждение было реорганизовано в Черниговский военный госпиталь Киевского военного округа на 200 коек.
В 1959 - 1972 годы для размещения госпиталя был построен новый комплекс зданий.
3 декабря 1975 года госпиталь был награждён Почётной грамотой Президиума Верховного Совета УССР.

### После 1991
После провозглашения независимости Украины 407-й военный госпиталь министерства обороны СССР перешёл в ведение министерства обороны Украины.
По состоянию на начало февраля 2013 года учреждение представляло собой стационарный военный госпиталь военно-клинического медицинского центра Северного региона военно-медицинского департамента министерства обороны Украины на 100 коек, оказывавшее медицинскую помощь военнослужащим вооружённых сил Украины, их семьям, а также гражданским лицам.
В это время в составе госпиталя действовали поликлиника, 11 отделений (приёмное; неврологическое; офтальмологическое; терапевтическое; урологическое; хирургическое; лабораторное; черепно-лицевой хирургии и стоматологии; анестезиологии, реанимации и интенсивной терапии; компьютерной томографии) и шесть кабинетов (отоларингологический, физиотерапевтический, кожно-венерологический, рентгенологический, функциональной диагностики, эндоскопической диагностики и хирургии).
После начала боевых действий на востоке Украины госпиталь был расширен и привлечен к лечению раненых. До 19 июня 2014 года количество операционных было увеличено с двух до пяти (одна была отремонтирована и две - созданы). Первыми пациентами стали заболевшие на полигонах и из учебных центров. Во второй половине июля 2014 года в учреждение поступили первые восемь раненых из зоны боевых действий.
До 11 августа 2014 года госпиталь оказал медицинскую помощь 33 военнослужащим, поступившим из зоны АТО с огнестрельными и осколочными ранениями.
В дальнейшем, количество коек в госпитале увеличили с 200 до 330.
В январе 2016 года госпиталь получил от Общества Красного Креста Латвии партию медицинского оборудования (три системы искусственной вентиляции лёгких «Vela», две лампы клинического исследования зрения SL-26 Topcon и др.) стоимостью почти 1 млн. гривен и медикаменты на сумму 200 тыс. гривен.
В целом, до января 2017 года госпиталь оказал медицинскую помощь более чем 3800 раненым участникам АТО.